# Fairchild Hiller FH-1100
Fairchild Hiller FH-1100 (войсковой индекс — OH-5A) — американский лёгкий многоцелевой вертолёт.

## История
Вертолёт создан компанией «Хиллер». Первый полёт совершил 26 января 1963 года. Весной 1963 года начались заводские лётные испытания второго опытного прототипа вертолёта. Hiller 1100 проектировался для американской армии в рамках программы по созданию лёгкого разведывательного вертолёта (LOH сокр. от англ. Light Observation Helicopter), вошёл в тройку финалистов, но проиграл конкурс прототипам «Хьюз-Кайус» и «Белл-Кайова» (каждая из трёх компаний-финалистов конкурса предоставила по пять опытных прототипов вертолётов соответствующей модели для армейских испытаний), после чего был сертифицирован как гражданский вертолёт 22 мая 1964 года. В сентябре 1964 года после покупки авиакомпании «Хиллер-хеликоптерз» компанией «Фэйрчайлд» переименован в FH-1100. К концу 1974 года было выпущено 254 машины, включая прототипы. Стенли Хиллер в 1973 году вновь организовал компанию под именем «Хиллер-авиэйшн» и выкупил права на вертолёт. После переименования в «Роджерсон-Хиллер» компания изготовила 5 экземпляров вертолёта под именем RH-1100B Pegasus с 1983 по 1986 год. В 1985 году один из них был модифицирован в военный вариант  RH-1100M Hornet. В настоящее время права на вертолёт принадлежат компании «FH1100 Manufactoring Corporation», образованной в начале 2000 годов для производства этого вертолёта. С 2002 года вертолёт называется FH-1100 FHoenix.

## Тактико-технические характеристики
- Модификация: RH-1100
- Диаметр главного винта: 10,80 метра
- Диаметр хвостового винта: 1,83 метра
- Длина: 9,08 метра
- Высота: 2,79 метра
- Масса пустого: 766 кг
- Максимальная взлётная масса: 1588 кг
- Запас топлива: 208 кг
- Силовая установка: 1 х Allison 250[англ.]-C20R — газотурбинный двигатель мощностью 450 л.с. (336 кВт)[3][4]
- Крейсерская скорость: 216 км/ч
- Дальность действия: 632 км
- Скороподъёмность: 546 м/мин
- Практический потолок: 5790 м
- Статический потолок: 4990 м
- Экипаж: 1 человек
- Полезная нагрузка: 6 пассажиров или 2 носилок и сопровождающий или 680 кг груза